# Ден Пітерс
Деніел Джо Пітерс (англ. Daniel Joe Peters);нар. 18 серпня 1967) — американський музикант, найбільш відомий як барабанщик грандж гурту Mudhoney.
Коли йому було п'ятнадцять років, він приєднався до грандж-гурту Bundle of Hiss. Після нього він почав грати в гурті Mudhoney, що і робить досі.
Він також грав на барабанах у гурті Nirvana, а також випустив з ними сингл «Sliver». В живу Ден Пітерз виступав з Nirvana тільки на єдиному концерті, який пройшов 22 вересня 1990 року в Сіетлі. Після він був замінений Дейвом Гролом і знову почав грати з Mudhoney.

## Дискографія
Mudhoney
- Superfuzz Bigmuff (1988)
- Mudhoney (1989)
- Every Good Boy Deserves Fudge (1991)
- Piece of Cake (1992)
- Five Dollar Bob's Mock Cooter Stew (1993)
- My Brother the Cow (1995)
- Tomorrow Hit Today (1998)
- Since We've Become Translucent (2002)
- Under a Billion Suns (2006)
- The Lucky Ones (2008)
- Vanishing Point (2013)

Nirvana
- Sliver (1990) — сингл
- Incesticide (1992) (Тільки «Sliver»)
- Nirvana (2002) (Тільки «Sliver»)

Love Battery
- Confusion Au Go Go (1999)